# Naturschutzgebiet Rumbachtal, Gothenbach, Schlippenbach
Koordinaten: 51° 25′ 3″ N, 6° 55′ 55″ O

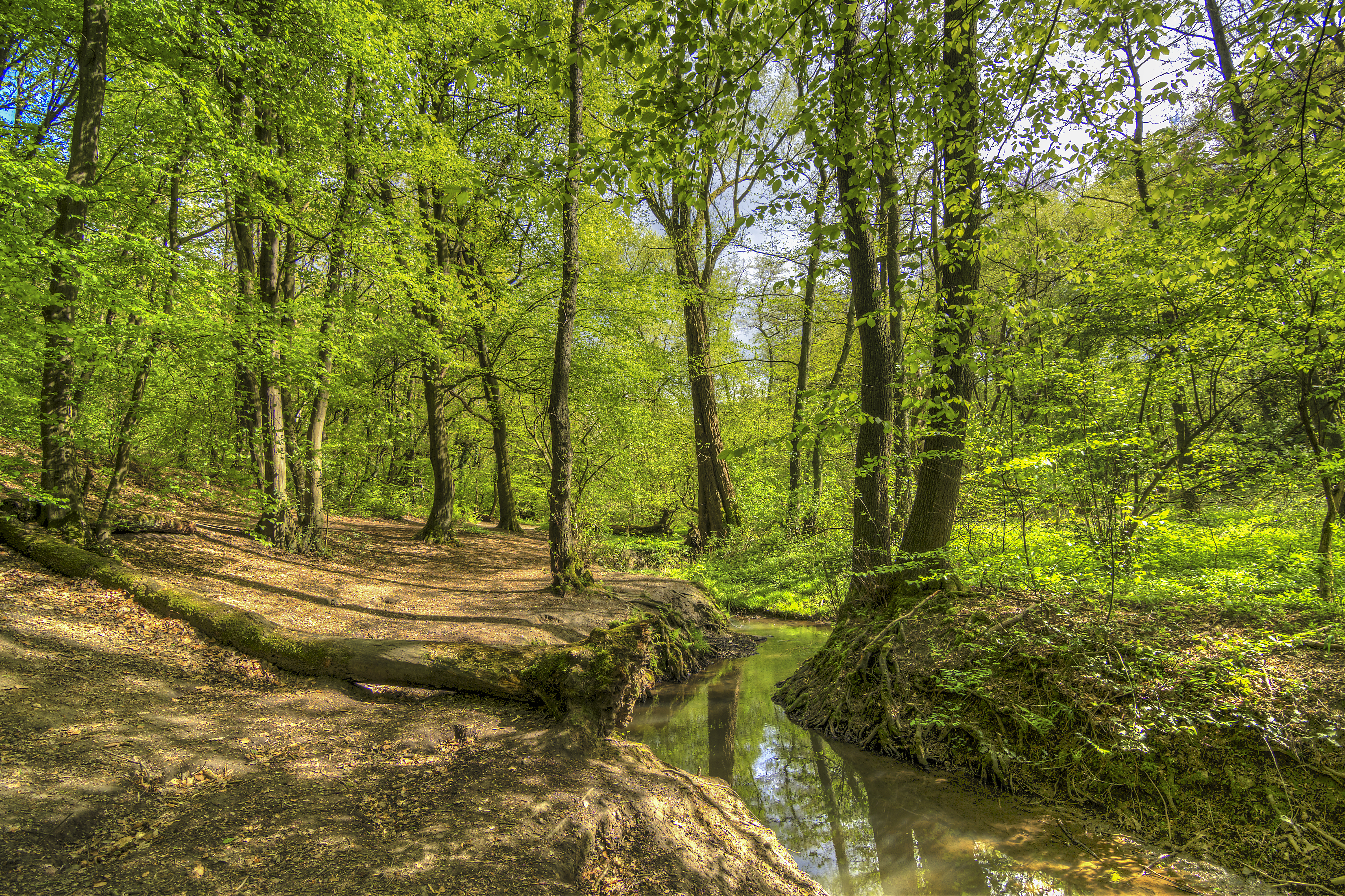
Naturschutzgebiet Rumbachtal, Gothenbach, Schlippenbach (April 2014)

Das Naturschutzgebiet Rumbachtal, Gothenbach, Schlippenbach liegt auf dem Gebiet der kreisfreien Stadt Mülheim an der Ruhr in Nordrhein-Westfalen. 
Das aus fünf Teilflächen bestehende Gebiet erstreckt sich östlich der Kernstadt von Mülheim an der Ruhr und nördlich und nordöstlich von Holthausen.

## Bedeutung
Das etwa 72,4 ha große Gebiet wurde im Jahr 2001 unter der Schlüsselnummer MH-009 unter Naturschutz gestellt. Schutzziele sind der Erhalt und die Entwicklung eines naturnahen Bachtales als Lebensraum für viele Tier- und Pflanzenarten.